# 横井章
横井 章（よこい あきら、1941年5月1日 - ）は、日本の元ラグビー選手。

## プロフィール
- 大阪府出身。
- 現役時代の主なポジションはセンター(CTB)。
- ラグビー日本代表（以下、日本代表）監督を歴任した横井久は実兄。
- 日本代表キャップは17。

## 来歴
大阪府立大手前高等学校ではバスケットボール部で活動。早稲田大学（以下、早大）に進学後、早大ラグビー部に入部。早明戦は1年時より4年連続出場を果たした。
早大卒業後、三菱自動車工業京都（略称：三菱自工京都。後の、三菱自動車京都レッドエボリューションズ）に進み、1967年のニュージーランド学生代表クラブ(NZU)戦が日本代表としての初キャップ試合で、以後通算17キャップを獲得。1968年のニュージーランド遠征におけるオールブラックスジュニア戦（23－19で勝利）にも出場し、1トライを挙げた。また、1970年より5シーズン連続で日本代表の主将を務めた。この間、1973年のフランス遠征では、兄の久が監督を務めている。また、三菱自工京都では2度、全国社会人大会で優勝を経験したが、日本選手権では優勝を経験できなかった。
現役引退後はしばらくラグビーの活動から遠ざかっていたが、59歳の時、京都成章高校に突然押しかけて同校ラグビー部の指導を行なったところ、同校は2001年度に開催された第81回全国高等学校ラグビーフットボール大会に大会初出場を果たし、その後全国大会で好成績を収めるようになった。
上記事例をきっかけとして、その後、関西学院大学ラグビー部、帝京大学ラグビー部でも指導を行なったところ、両校とも成績が向上するようになった。そのため多くのチームから指導依頼が来るようになり、現在は『ラグビークリエイター』と自称し、主に大学、高校のアドバイザーとして活動している。